# Miloš Roman
Miloš Roman (* 27. November 1999 in Kysucké Nové Mesto) ist ein slowakischer Eishockeyspieler, der seit 2020 erneut beim HC Oceláři Třinec in der tschechischen Extraliga unter Vertrag steht.

## Karriere
Der Slowake Miloš Roman begann seine Karriere im Nachbarland Tschechien beim HC Oceláři Třinec. Mit der U18- und der U20-Mannschaft des Vereins wurde er jeweils tschechischer Meister, bevor er in der Spielzeit 2016/17 für die Profiabteilung in der Extraliga debütierte, aber hauptsächlich in der zweiten tschechischen Liga beim HC Frýdek-Místek spielte. Bereits beim KHL Junior Draft 2016 war er vom HC Slovan Bratislava in der dritten Runde an Gesamtposition 76 gedraftet aber nicht verpflichtet worden. Zu Beginn der Spielzeit 2017/18 schloss er sich den Vancouver Giants aus der kanadischen Western Hockey League an, die ihn zuvor im CHL Import Draft 2017 an sechster Stelle gezogen hatten. Bei den Giants spielte er insgesamt drei Jahre. In dieser Zeit wurde er beim NHL Entry Draft 2018 in der vierten Runde an insgesamt 122. Position von den Calgary Flames ausgewählt. Er wechselte jedoch nicht nach Alberta, sondern kehrte 2020 zu seinem Heimatverein nach Třinec zurück. Mit Oceláři wurde er 2021, 2022 und 2023 Tschechischer Meister.

### International
Erste internationale Erfahrungen sammelte Roman beim Europäischen Olympischen Winter-Jugendfestival 2015, als er mit den slowakischen Jungen den fünften Platz belegte. Später nahm er an den U18-Weltmeisterschaften 2016 und 2017 sowie den U20-Weltmeisterschaften 2017, 2018 und 2019 teil.
Mit der A-Nationalmannschaft seines Heimatlandesnahm er an den Weltmeisterschaften 2021 und 2022 sowie den Olympischen Winterspielen 2022 in Peking teil, als die Bronzemedaille gewonnen wurde.

## Erfolge und Auszeichnungen
| - 2015 Tschechischer U16-Meister mit dem HC Oceláři Třinec - 2016 Tschechischer U16-Meister mit dem HC Oceláři Třinec - 2021 Tschechischer Meister mit dem HC Oceláři Třinec | - 2022 Tschechischer Meister mit dem HC Oceláři Třinec - 2023 Tschechischer Meister mit dem HC Oceláři Třinec |

### International
- 2022 Bronzemedaille bei den Olympischen Winterspielen

## Statistik
(Stand: Ende der Spielzeit 2022/23)